# 岐阜県学生会館

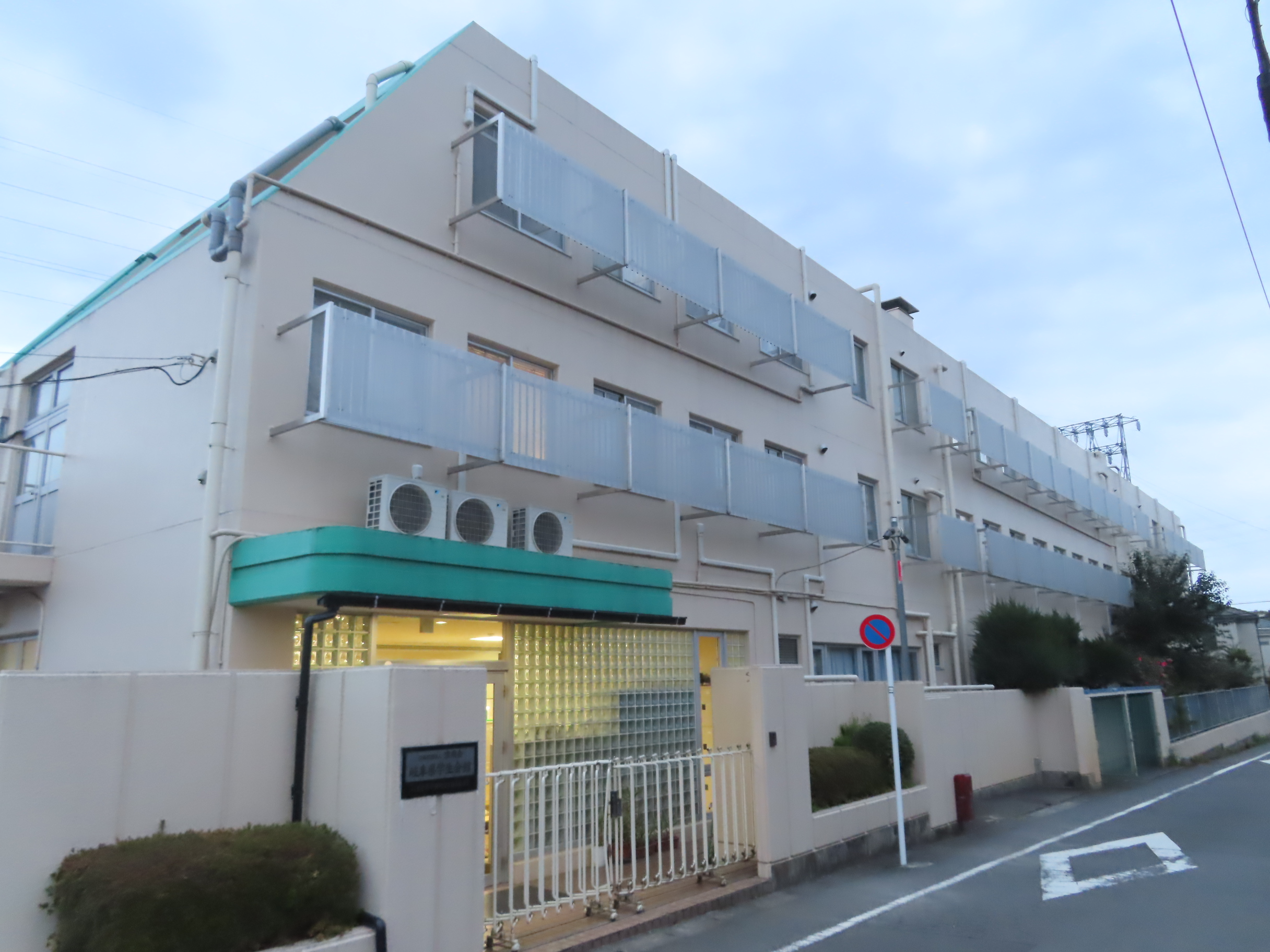
岐阜県学生会館

岐阜県学生会館（ぎふけんがくせいかいかん）とは、東京都八王子市に位置する学生寮である。運営は（公財）濃飛会が行っている。

## 概要
- 所在地…東京都八王子市子安町二丁目5番地8号
  - 中央線八王子駅から、徒歩12分
  - 京王線京王八王子駅から、徒歩12分
- 設備…学生室（91室）、食堂、自習室、洗濯場、浴場、トイレ